# Герб Аликовского муниципального округа
Герб Аликовского муниципального округа — официальный символ административно-территориальной единицы и муниципального образования Аликовский муниципальный округ в составе Чувашской республики Российской Федерации. Герб утверждён 29 марта 2016 года, внесён в Государственный геральдический регистр Российской Федерации под регистрационным номером 10961.

## Описание
Официально описание герба:
Щит рассечён со смещением вправо: в золоте вверху дважды вырубленный червлёный вырубной крест, в зелёном — отвлечённый пониженный червлёный крест, у которого три верхних конца в виде дубовых листьев, а нижний конец прямой, длинный, с отходящими по одной в каждую сторону двумя выгнутыми вверх и завершёнными каждая тремя желудями ветвям и завершён двумя ростками; позади креста на завершающих нижний его конец ростках стоит прямо серебряный богатырь в чувашском одеянии и доспехе, в плаще, с колчаном стрел за левым плечом, склонивший голову вправо и держащийся руками за ветви; узкая оконечность рассечена сообразно щиту, зелёная и золотая
Герб может воспроизводиться с вольной частью — четырёхугольником, примыкающим изнутри к верхнему правому углу герба Аликовского района с воспроизведенными в нём фигурами из герба Чувашской Республики.
Авторская группа — художник и автор идеи герба: Вадим Шипунов; обоснование символики: Галина Шипунова; компьютерный дизайн: Дмитрий Шипунов (все — Мариинский Посад).

## Символика
В гербе района представлен богатырь, держащий руками молодой дуб, олицетворяя предание об Элеке — основателе этого края, который первым пришёл в эти благодатные места, где кругом росли дубовые рощи. Дуб с желудями, являясь древом жизни, древом плодородия, служит воплощением полной силы, стабильности, долголетия, крепости, мудрости. Двенадцатилучевая звезда, имеющая 12 концов, обозначает 12 сыновей Элека, а также 12 сельских поселений, входящих в состав района.
Золото (жёлтый цвет) — цвет зрелых колосьев, урожая, символизирующий достаток, благородство, верность.
Зелёный цвет — символ плодородия, красоты природы.
Серебро (белый цвет) указывает на водные ресурсы района: Тенеевское озеро, реки Сорма и Выла, множество других мелких рек.
Красный — цвет жизни, радости, труда, мужества, олицетворяет выдающихся земляков, уроженцев этого края, являющихся гордостью республики и страны.

## История
В 2005 году был подготовлен проект герба Аликовского района, но утверждён он не был.
Первый герб района утверждён решением Собрания депутатов Аликовского района «О Гербе, флаге, эмблеме Аликовского района» от 27 июля 2007 года № 151. Автор — А.В. Данилов. Официальное описание герба: «Герб Аликовского района – один из символов района, представляющий собой окаймлённый вырезанный щит. Стилизованный герб состоит из сочетания белого, жёлтого, синего и красного цветов, включённых в государственную символику Чувашской Республики и Российской Федерации. Основной белый цвет в середине герба символизирует образ светлого и чистого края Чувашии. На этом фоне находится условное изображение синего дерева с жёлтыми листьями, передающее образ сормовских лесов, а по бокам — символическое обозначение синих озер. Волнистые линии синего цвета наверху и внизу герба передают образы рек Сорма и Выла. Верхнее синее пятно выражает образ свода неба, а нижнее красное — образ земли. Волнистая жёлтая полоса над красной частью герба символизирует колосящуюся ниву. Наверху герба, на синем фоне белыми буквами написано название „Аликовский район“, а внизу, на красном фоне „1927“ — год образования района. Композицию герба завершает обрамляющая полоса синего цвета, составляющая стилистическое единство геральдического знака».
Современный герб Аликовского района утверждён Решением Собрания депутатов Аликовского района от 29 марта 2016 года № 62.